# Gheorghe Popescu (general)
Gheorghe E. Popescu (n. 1871 – d. 1944) a fost un general român care a luptat în cel de-al Doilea Război Mondial.
A fost înaintat la gradul de general de divizie cu începere de la data de 6 iunie 1940.
S-a pensionat pe 19 iulie 1942.

## Decorații
- Ordinul „Steaua României” în gradul de Comandor (8 iunie 1940)[4]